# 小玉武
小玉 武（こだま たけし、1938年 - ）は、日本の編集者、文筆家。
東京生まれ。神戸、横浜で育つ。神奈川県立横浜緑ケ丘高等学校を経て、1962年に早稲田大学教育学部を卒業後、サントリーに入社する。宣伝部に配属され、広告制作、『洋酒天国』の編集に携った後、広報部長、文化事業部長など。1979年には『サントリークォータリー』を創刊し、編集長を務めた。
のち取締役出版局長としてTBSブリタニカに出向する。2000年早大参与に就任。教育学部などで講座を担当する。戸板女子短期大学講師も2009年まで務めた。石橋湛山記念早稲田ジャーナリズム大賞前事務局長、公益財団法人練馬区文化振興協会理事、日本アルバン・ベルク協会常任理事、森澄雄主宰俳句結社『杉』同人。2007年に刊行した『「洋酒天国」とその時代』で第24回織田作之助賞を受賞する。

## 著書
- 『『洋酒天国』とその時代』筑摩書房、2007／ちくま文庫、2011
- 『「係長」山口瞳の処世術』筑摩書房、2009／小学館文庫、2014。開高・山口のエッセイ集をちくま文庫で編・刊行
- 『佐治敬三　夢、大きく膨らませてみなはれ』ミネルヴァ書房「日本評伝選」、2012
- 『開高健　生きた、書いた、ぶつかった! 』筑摩書房、2017／ちくま文庫、2020
- 『美酒と黄昏』幻戯書房、2017